# Vicky e il tesoro degli dei
Vicky e il tesoro degli dei (Wickie auf großer Fahrt) è un film tedesco del 2011 diretto da Christian Ditter.
Si tratta del sequel del film Vicky il vichingo, uscito in Germania nel 2009. È il primo film in 3D prodotto dalla Germania.

## Distribuzione
In Italia il film non è mai uscito al cinema ma è stato trasmesso direttamente sul canale satellitare Sky Cinema Family il 25 febbraio 2017.